# A.S. Livorno Calcio
Associazione Sportiva Livorno Calcio er en italiensk fodboldklub fra Livorno i Toscana. Klubben blev grundlagt i 1915 og spiller sine hjemmekampe på Stadio Armando Picchi.
Klubben har tidligere spillet i den bedste italienske fodboldrække, Serie A, men rykkede efter sæsonen 2015-16 ned i den tredjebedste række, Lega Pro. Den bedste placering klubben nogensinde har opnået er en andenplads i Serie A i sæsonen 1942-43. i 1915 blev klubben nr. 2 ved de italienske fodboldmesterskaber, da de under navnet US Livorno tabte finalen til F.C. Internazionale Milano.

## Danskere i klubben
- Martin Bergvold (2007-10 og 2016-17)